# Notre-Dame-d'Oé
Notre-Dame-d'Oé és un municipi francès, situat al departament de l'Indre i Loira i a la regió de Centre – Vall del Loira. L'any 2007 tenia 3.511 habitants.

## Demografia

### Població
El 2007 la població de fet de Notre-Dame-d'Oé era de 3.511 persones. Hi havia 1.276 famílies, de les quals 187 eren unipersonals (64 homes vivint sols i 123 dones vivint soles), 461 parelles sense fills, 572 parelles amb fills i 56 famílies monoparentals amb fills.
La població ha evolucionat segons el següent gràfic:
Habitants censats

### Habitatges
El 2007 hi havia 1.322 habitatges, 1.297 eren l'habitatge principal de la família, 5 eren segones residències i 20 estaven desocupats. 1.228 eren cases i 94 eren apartaments. Dels 1.297 habitatges principals, 1.088 estaven ocupats pels seus propietaris, 203 estaven llogats i ocupats pels llogaters i 6 estaven cedits a títol gratuït; 6 tenien una cambra, 33 en tenien dues, 135 en tenien tres, 376 en tenien quatre i 747 en tenien cinc o més. 1.121 habitatges disposaven pel capbaix d'una plaça de pàrquing. A 502 habitatges hi havia un automòbil i a 753 n'hi havia dos o més.

### Piràmide de població
La piràmide de població per edats i sexe el 2009 era:
| Homes | Edats   | Dones |
| ----- | ------- | ----- |
| 0     | 95 o +  | 8     |
| 4     | 90 a 94 | 4     |
| 16    | 85 a 89 | 4     |
| 0     | 80 a 84 | 8     |
| 28    | 75 a 79 | 56    |
| 24    | 70 a 74 | 28    |
| 64    | 65 a 69 | 28    |
| 72    | 60 a 64 | 76    |
| 76    | 55 a 59 | 56    |
| 188   | 50 a 54 | 200   |
| 156   | 45 a 49 | 160   |
| 112   | 40 a 44 | 164   |
| 136   | 35 a 39 | 108   |
| 112   | 30 a 34 | 140   |
| 100   | 25 a 29 | 84    |
| 96    | 20 a 24 | 92    |
| 120   | 15 a 19 | 117   |
| 140   | 10 a 14 | 120   |
| 132   | 5 a 9   | 112   |
| 96    | 0 a 4   | 72    |

## Economia
El 2007 la població en edat de treballar era de 2.450 persones, 1.738 eren actives i 712 eren inactives. De les 1.738 persones actives 1.647 estaven ocupades (849 homes i 798 dones) i 91 estaven aturades (38 homes i 53 dones). De les 712 persones inactives 318 estaven jubilades, 281 estaven estudiant i 113 estaven classificades com a «altres inactius».

### Ingressos
El 2009 a Notre-Dame-d'Oé hi havia 1.362 unitats fiscals que integraven 3.693,5 persones, la mediana anual d'ingressos fiscals per persona era de 21.079 €.

### Activitats econòmiques
Dels 177  establiments que hi havia el 2007, 2 eren d'empreses extractives, 3 d'empreses alimentàries, 2 d'empreses de fabricació de material elèctric, 11 d'empreses de fabricació d'altres productes industrials, 35 d'empreses de construcció, 47 d'empreses de comerç i reparació d'automòbils, 8 d'empreses de transport, 4 d'empreses d'hostatgeria i restauració, 2 d'empreses d'informació i comunicació, 7 d'empreses financeres, 5 d'empreses immobiliàries, 22 d'empreses de serveis, 21 d'entitats de l'administració pública i 8 d'empreses classificades com a «altres activitats de serveis».
Dels 43 establiments de servei als particulars que hi havia el 2009, 1 era una oficina de correu, 1 una oficina bancària, 2 tallers de reparació d'automòbils i de material agrícola, 1 taller d'inspecció tècnica de vehicles, 1 autoescola, 4 paletes, 6 guixaires pintors, 2 fusteries, 13 lampisteries, 3 electricistes, 1 perruqueria, 2 restaurants, 4 agències immobiliàries i 2 salons de bellesa.
Dels 5 establiments comercials que hi havia el 2009, 1 era un hipermercat, 1 una botiga de menys de 120 m², 1 una botiga d'electrodomèstics, 1 una botiga de mobles i 1 una botiga de material de revestiment de parets i terra.
L'any 2000 a Notre-Dame-d'Oé hi havia 8 explotacions agrícoles que ocupaven un total de 300 hectàrees.

## Equipaments sanitaris i escolars
El 2009 hi havia 1 farmàcia i 1 ambulància.
El 2009 hi havia 1 escola maternal i 1 escola elemental.

## Poblacions més properes
El següent diagrama mostra les poblacions més properes.